# Ali Jaber
Ali Jaber (en arabe : علي جابر ; né le 5 août 1961) est un journaliste libanais, consultant en médias, personnalité de la télévision et directeur de la télévision du groupe MBC,,, le plus grand diffuseur par satellite du monde arabe.

## Biographie
Jaber a obtenu un baccalauréat en administration des affaires de  l’Université américaine de Beyrouth en 1984, puis une maîtrise en communication publique de l'Université de Syracuse aux États-Unis en 1986, ainsi qu’un doctorat de l’Université de Cambridge en Grande - Bretagne, occupant le poste de directeur général de chaînes de MBC.
Ali Jaber a été sélectionné sur la liste des 500 musulmans les plus influents du monde par le Centre royal d'études stratégiques islamiques, une entité de recherche non gouvernementale indépendante.
Ali Jaber a été invité à prendre la parole lors de la conférence TEDxBeirut de septembre 2011 pour des dirigeants inspirants. Son discours portait sur le lancement officiel de The Global Classroom qu’il avait créé à l’Université américaine de Dubaï en partenariat avec la société américaine Cisco. Il s'agissait de la première initiative dans le monde arabe à donner aux étudiants l'accès aux meilleurs professeurs, chefs d'entreprise et conférenciers invités du monde entier.
En 2008, Mohammed ben Rachid Al Maktoum a chargé Ali de créer une école de communication à l’Université américaine de Dubaï. En juillet 2008, Ali a été nommé doyen de l'École de communication Mohammed Bin Rashid (MBRSC) et cette année, 50 étudiants de cette université sont diplômés en journalisme et narration numérique. L’une des caractéristiques uniques de cette école est qu’elle enseigne tous les cours d’écriture pour les médias en arabe et que son programme d’études est axé sur les médias numériques et la narration multiplate-forme.
Il siège également au conseil d'administration de deux organisations non gouvernementales: Clinton Global Initiative (CGI) et Young Arab Leaders (YAL).

## Positions
Quelques positions qu'il a eues :
- 1987-1993 : Conférences en production télévisée à l’Université américaine de Beyrouth.
- 1993-1994 : directeur de la banque Al Ahli en Arabie saoudite, doyen de l'année préparatoire à Najran et instructeur sportif à l'école primaire Ibn Katheer.
- 1987-1999 : Chef des correspondants allemands (DPA).
- 1989-1994 : Correspondant du New York Times à Londres.
- 1992-2003 : l'ancien président Rafic Hariri lui confie la direction de la chaîne Future Channel et réussit à la gérer grâce à l'ouverture réussie de la chaîne de la jeunesse Zain.
- 2004-2008 : Consultant en médias et réalisateur, il restructure Dubai TV à partir de zéro et ouvre les chaînes suivantes (Dubai TV - Sama Dubaï - Dubai Sports - Dubaï One).
- 2008-2011 : doyen de l'école de médias Mohammed bin Rashid de l'Université américaine de Dubaï.
- Au début de l'année 2011, il est intervenu en tant qu'arbitre au sein du personnel des directeurs de Arabes Got Talent, programme très réussi et très répandu dans le monde arabe.

## Adhésion
Membre des organisations non gouvernementales suivantes :
- Jeunes leaders arabes (YAL)
- La Clinton Global Initiative (CGI)
- Association Sanad.